# Малиновка (Зіанчуринський район)
Мали́новка (рос. Малиновка, башк. Малиновка) — присілок у складі Зіанчуринського району Башкортостану, Росія. Адміністративний центр Абуляїсовської сільської ради.
Населення — 345 осіб (2010; 428 в 2002).
Національний склад:
- башкири — 76%